# Lipscomb (Texas)
Lipscomb település az Amerikai Egyesült Államok Texas államában, Lipscomb megyében, melynek megyeszékhelye is. Lakosainak száma 66 fő (2020. április 1.).

## Népesség
A település népességének változása:

| 2010 | 37 |
| 2020 | 66 |